# The Scarecrow (canción)
«The Scarecrow» es una canción de Pink Floyd en su álbum debut, The Piper at the Gates of Dawn en 1967. Primero había aparecido como lado-B de su segundo sencillo "See Emily Play" (como "Scarecrow") dos meses antes. Fue escrita por el líder original Syd Barrett y grabada en marzo de 1967.
La canción contiene temas existencialistas, debido a que Syd Barrett compara su propia existencia con la de un espantapájaros, quien, mientras es "más triste", también esta "resignado a su destino". La temática se convertiría en el pilar principal de las letras de la banda.
El sencillo en EE. UU. fue lanzado por Tower Records tres veces entre julio de 1967 y finales de 1968. Cada vez fallaba en duplicar su éxito de Reino Unido.
Un filme promocional para la canción, filmado a principios de julio de 1967, muestra a la banda en campo abierto con un espantapájaros, generalmente perdiendo el tiempo. Muestra a Roger Waters cayendo como si estuviera cansado, y Nick Mason cambiando su sombrero con el del espantapájaros. Parte de este filme fue mostrado en la gira de The Dark Side of the Moon de Roger Waters.
Un segundo promocional fílmico fue realizado en 1968 en Bruselas, Bélgica, con David Gilmour reemplazando a Barrett.

## Reinterpretaciones
La banda industrial Rx reinterpretó "The Scarecrow" en su álbum Bedside Toxicology. Las vocalizaciones para esta canción fueron realizadas por Nivek Ogre de Skinny Puppy.

## Personal e instrumentario
- Syd Barrett - voz principal, guitarras sajonas de 6 y de 12 cuerdas
- Richard Wright - órgano Farfisa, violonchelo, voz de acompañamiento
- Roger Waters - bajo eléctrico, contrabajo con arco
- Nick Mason - bloques, copas de metal